# Sredniki
Sredniki (russisch Средники, deutsch auch Mittwöchler) waren eine christliche Gemeinschaft in Russland im 19. und 20. Jahrhundert.

## Geschichte
Die Gemeinschaft entstand wahrscheinlich Anfang der 1880er Jahre im Dorf Leipnik im Gouvernement Tambow durch den Bauern Kirill Alexejew und war in den Gouvernements Astrachan, Saratow und Tambow aktiv.
Noch im späten 20. Jahrhundert soll es einzelne Sredniki in Russland gegeben haben.

## Religiöse Ausrichtung
Die Sredniki lehnten die russische orthodoxe Kirche nach den Reformen von Patriarch Nikon von 1652 ab. Sie hatten selbst keine Priester.
Die Sredniki waren überzeugt, dass bei der Umstellung des Jahresanfangs durch Zar Peter den Großen ein Rechenfehler unterlaufen sei und dass die aktuelle Zeitrechnung um acht Jahre zu weit sei. So war das Jahr 1900 für sie das Jahr 1892 und sie feierten deshalb Ostern am 5. April statt wie die russische Kirche am 9. April. Der Mittwoch war ihr Sonntag, daher wurden sie Sredniki (von sreda Mittwoch) genannt.